# Petrus Magni
Petrus Magni O.SS.S (szw. Peder Månsson) (ur. ok. 1462 w Jönköping, zm. 17 maja 1534 w Västerås) – szwedzki duchowny, kanonista, pisarz i naukowiec, biskup diecezjalny Västerås w latach 1523–1534

## Życiorys
Petrus Magni pochodził ze szwedzkiego rodu rycerskiego z Västmanland. Był synem gubernatora Västerås, Magnusa Jönssona. Urodził się w Jönköping. W młodości odbył studia w Niemczech, we Francji i we Włoszech. Zdobył gruntowne wykształcenie akademickie zakończone obroną tytułu doktora z dziedziny prawa kanonicznego.
W 1499 roku wstąpił jako mnich do męskiej gałęzi Zakonu Najświętszego Zbawiciela w Vadstena. 6 czerwca 1499 roku przyjął święcenia kapłańskie z rąk ordynariusza diecezji Linköping, Henryka Tidemanna. W latach 1499–1506 pełnił obowiązki rektora szkoły klasztornej i kapelana zakonnego przy kościele parafialnym św. Piotra w Vadstena.
W 1504 roku został wytypowany do podróży zagranicznej z zadaniem objęcia opieki nad domem pielgrzymkowym św. Brygidy w Rzymie. W 1506 roku z grupą zakonników opuścił macierzysty klasztor i wyruszył do Włoch. Jego podróż napotkała jednak przeszkody. Znalazł się w duńskiej niewoli. Petrus Magni musiał z tego powodu przez kilka lat przebywać na dworze króla Jana Oldenburga w Kopenhadze. Do Rzymu dotarł dopiero w 1512 roku. Został tam przełożonym miejscowego konwentu, opiekunem domu pielgrzymkowego św. Brygidy i zwierzchnikiem zgromadzenia Zakonu Najświętszego Zbawiciela.
W stolicy Państwa Kościelnego, poza pracą dla misji szwedzkiej, pełnił również obowiązki kancelarzysty w Kurii Rzymskiej. Nauczył się w tym czasie władać biegle kilkoma językami obcymi.
Swoje obowiązki kościelne łączył z działalnością naukową. Był płodnym badaczem i pisarzem. Zajmował się tłumaczeniami dzieł innych autorów, ale jednocześnie w latach 1512-1524 publikował swoje własne prace z dziedziny: prawa, handlu, geologii i technologii obróbki kopalin.
W 1523 roku został nominowany biskupem przez kapitułę katedralną w Västerås. 27 kwietnia 1524 roku wybór ten zatwierdził bullą Klemens VII. 1 maja 1524 roku z polecenia papieża ceremoniarz, Paris de Grassis udzielił mu sakry biskupiej.
W 1524 roku Petrus Magni powrócił do Szwecji i objął diecezję Västerås. W okresie gdy przybył do ojczyzny w Królestwie Szwecji doszło do reformy kościelnej w duchu narodowym, a uznaniem wśród dworu królewskiego i duchowieństwa zaczął się cieszyć luteranizm. Po 1523 roku ambitny, młody król Gustaw I Waza, po zerwaniu na sejmie w Strängnäs unii kalmarskiej, aby umocnić swoją władzę zwołał w 1527 roku Riksdag do Västerås, na którym uzyskał od stanów szwedzkich zgodę na utworzenie Kościoła państwowego i wprowadzenie reformacji.
Petrus Magni podobnie jak reszta hierarchów szwedzkich początkowo był przeciwny uczynieniu króla głową Kościoła Szwecji i reformom kościelnym. Podpisał nawet tajny dokument, w którym przyrzekał posłuszeństwo papieżowi i doktrynie katolickiej. Zastraszony obawą o własne życie ugiął się jednak przed autorytaryzmem władcy. Na polecenie króla bez uprzedniego uzyskania zgody Stolicy Apostolskiej, 6 stycznia 1528 roku konsekrował nominatów na ordynariuszy diecezji: Åbo, Skara i Strängnäs. Kilka dni później 12 stycznia 1528 roku uczestniczył również w koronacji Gustawa I Wazy, która usankcjonowała symbolicznie suwerenność Szwecji od Danii.
W 1529 roku brał udział w synodzie narodowym w Örebro. 22 września 1531 roku po synodzie narodowym w Uppsali wspólnie z biskupem Strängnäs, Magnusem Sommarem konsekrował pierwszego luterańskiego prymasa Szwecji, arcybiskupa Laurentiusa Petri Nericiusa.
Po utworzeniu ewangelicko-luterańskiego Kościoła Szwecji Petrus Magni zachował dożywotnio urząd biskupi. Pod koniec życia czuł rozgoryczenie z powodu udziału w reformie Kościoła Szwecji.

## Postać biskupa dla Kościołów protestanckich
Sukcesja apostolska przekazana w latach 1528-1531 przez Petrusa Magni ewangelicko-luterańskiemu Kościołowi Szwecji została przez biskupów tej denominacji zachowana do dziś. Pomimo że ważność święceń w Kościele Szwecji jest podważana m.in. przez Kościół katolicki, są one uznawane przez Wspólnotę Anglikańską, Unię Utrechcką Kościołów Starokatolickich oraz kilkadziesiąt innych Kościołów protestanckich na całym świecie.
Współcześnie znaczna część biskupów anglikańskich i luterańskich (głównie w Europie) posiada święcenia biskupie z linii Petrusa Magni przekazane im poprzez Kościół Szwecji.